# 고마가타케역
고마가타케역(일본어: 駒ヶ岳駅 코마가타케에키[*])은 일본 홋카이도 가야베 군 모리정에 있는 홋카이도 여객철도 하코다테 본선의 철도역이다.

## 역 구조

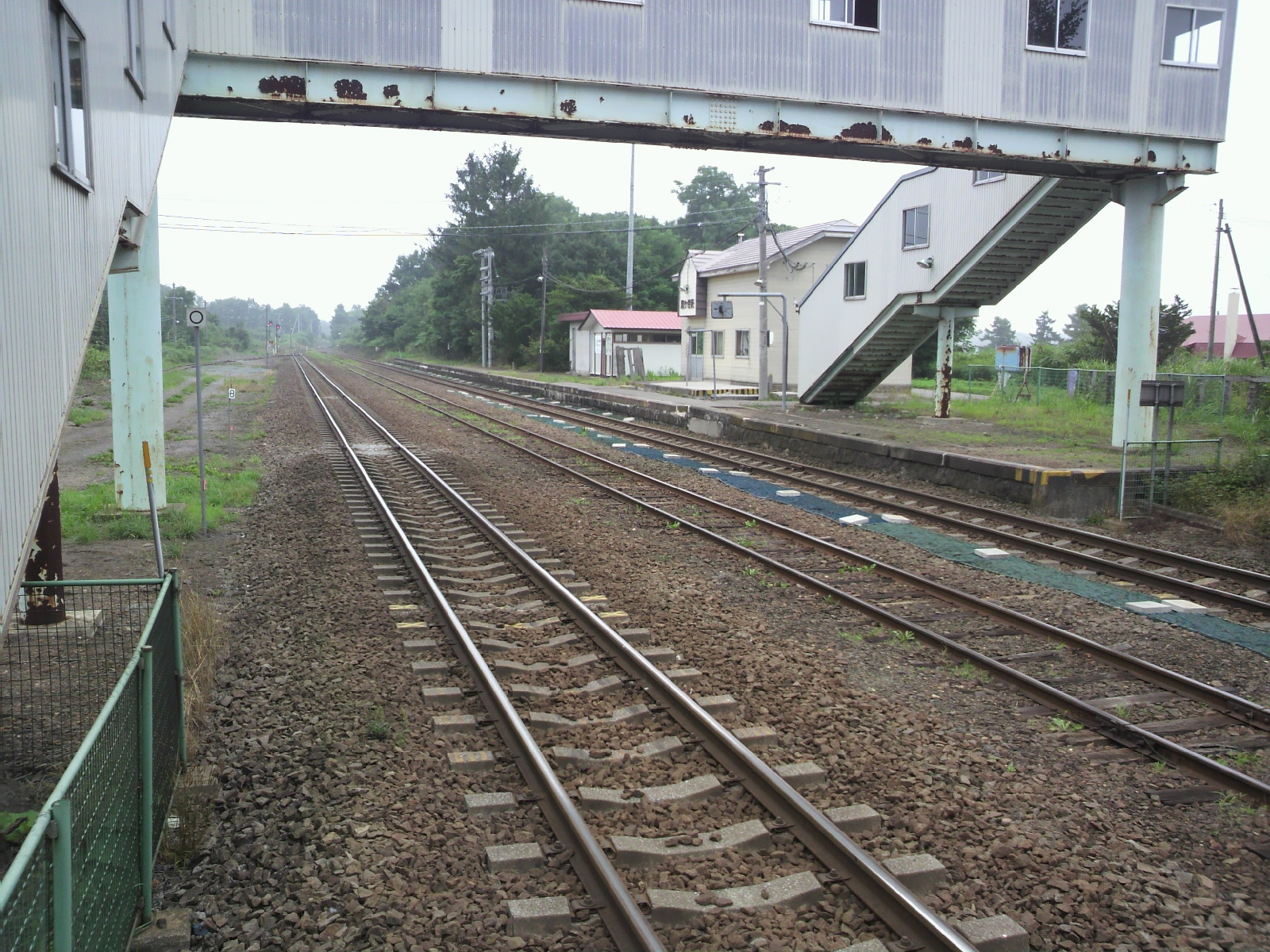
구내

2면 2선의 상대식 승강장이 있는 지상역으로, 양 승강장은 과선교로 연결되어 있다. 두 승강장 사이에는 선로가 하나 더 있으며, 두 승강장은 어긋나게 설치되어 있다. 작은 역사가 있으며, 역사의 출입구는 독특한 삼각형의 형태를 띠고 있다. 모리 역에서 관리하는 무인역이다.

### 승강장
| 상행 | ■ 하코다테 본선 | 오누마 · 고료카쿠 · 하코다테 방면 |
| 하행 | ■ 하코다테 본선 | 모리 · 야쿠모 · 오샤만베 방면     |

## 역 주변
- 모리 경찰서 고마가타케 주재소
- 고마가타케 우편국
- 고마가타케 등산로 입구
- 모리 정립 고마가타케 초등학교

## 역사
- 1903년 6월 28일 - 홋카이도 철도의 일반역으로 개업. 당시 역명은 슈쿠노베역(宿野辺駅).
- 1904년 10월 15일 - 역명이 고마가타케역(駒ヶ岳駅[1])으로 개칭됨.
- 1907년 7월 1일 - 홋카이도 철도 국유화.
- 1962년 12월 1일 - 화물 취급 폐지.
- 1972년 4월 5일 - 수하물 취급 폐지. 동시에 무인화.
- 1987년 4월 1일 - 일본국유철도 분할 민영화로 홋카이도 여객철도가 계승.
- 2007년 10월 - 역 번호 부여. H65.

## 인접한 역
| 홋카이도 여객철도 하코다테 본선 | 홋카이도 여객철도 하코다테 본선 | 홋카이도 여객철도 하코다테 본선 |
| ------------------------------- | ------------------------------- | ------------------------------- |
| H66 아카이가와 하코다테 방면    | ■ 하코다테 본선                 | H62 모리 오샤만베 방면          |